# Cläre Schubert-Feder
Cläre Schubert-Feder, geborene Marie Clara Helene Schubert (* 10. März 1853 in Schönau, Kreis Liegnitz, Provinz Schlesien; † 2. Februar 1915 in Berlin) war eine deutsche Kunsthistorikerin.

## Leben
Clara genannt Cläre Schubert war eine Tochter des Rittergutsbesitzers Johann Gottlieb Schubert und dessen Frau Ernestine Caroline, geb. Tietze. Sie wuchs auf dem Gut ihrer Eltern unweit von Schweidnitz auf und besuchte die höhere Töchterschule in Schweidnitz. Nach mehrjähriger Krankheit ging sie nach England, um sich auf das Abitur vorzubereiten, das sie 1878 in Zürich als einzige Frau ablegte. Sie begann darauf im gleichen Jahr an der Universität Zürich ihre kultur- und kunstgeschichtlichen Studien bei Friedrich Salomon Vögelin. Sie wechselte 1880 nach Wien, um am dortigen akademischen Gymnasium die Nachprüfung im Griechischen zu absolvieren. Hier brach sie, „unter unendlichen Mühen und immer wiederholten Bittgesuchen, die Bahn für das Studium der Frau an dortiger Universität.“ Sie kehrte 1882 zum weiteren Studium nach Zürich zurück und wurde im Sommer 1885 an der philosophischen Fakultät cum laude zum Dr. phil. in neuerer Kunstgeschichte promoviert.
Ihr weiterer Weg führte sie nach Florenz, die Stadt wurde ihr zur Heimat. Sie hielt im „philologischen Zirkel“ Vorträge und beschäftigte sich mit den Kunstschätzen der Stadt am Arno. Sie verkehrte dabei in den „geistig vornehmsten florentinischen“ Kreisen um den italienischen Minister des Innern, Ubaldino Peruzzi (1822–1891) und dessen Frau. 1889 heiratete sie den Berliner königlichen Polizeirat Friedrich Wilhelm Bruno Feder (1838–1895). Ihr Lebensmittelpunkt wurde nun Berlin, wo sie sich neben der Rolle als Gattin und Hausfrau auch weiterhin auf wissenschaftlichem Gebiet betätigte und unter anderem an der Humboldt-Akademie Vorträge zur Kunstgeschichte und zu Fragen der Frauenbewegung hielt. Bruno Feder verstarb 1895 unerwartet nach sechsjähriger Ehe. In zweiter Ehe heiratete sie 1897 den Maler und Kunstschriftsteller Theodor Rogge, diese Ehe wurde 1901 geschieden.

## Schriften
- Die Brunnen in der Schweiz. Denkmäler der Kunst und Culturgeschichte. Huber, Frauenfeld 1885
- La Loggia di Or’ San Michele. In: Archivio storico italiano. Serie 5, Band 7, 1891, S. 67–88 (Digitalisat, italienisch).
- Das Leben der Studentinnen in Zürich. In: Preußische Jahrbücher, Band 70, Juli bis Dezember 1892, Heft 6, S. 747–764; auch separat Reimer, Berlin 1893.
Reprint: De Gruyter, Berlin/Boston 2021, ISBN 978-3-11-250902-9 (Online-Ressource), ISBN 978-3-11-250901-2 (Printausgabe)